# Adobe Flash Player
Adobe Flash Player (anteriormente Macromedia Flash Player y FutureSplash Player, y conocido en Internet Explorer, Firefox y Google Chrome como Shockwave Flash) es una aplicación informática para contenido creado en la plataforma de Adobe Flash, y englobada en la categoría de reproductor multimedia. Fue creado inicialmente por Macromedia y distribuido por Adobe Inc.
Permite reproducir archivos en formato SWF, que pueden ser creados con Adobe Flash Professional, Adobe Flash Builder, Flex de la propia Adobe, o con herramientas de terceros como FlashDevelop. Estos archivos se reproducen en un entorno determinado. En un sistema operativo tenía el formato de aplicación del sistema, mientras que si el entorno era un navegador, su formato era el de un complemento u objeto ActiveX.
Flash Player soporta un lenguaje de programación interpretado conocido como ActionScript (AS), basado en el estándar ECMAScript. Desde su origen, AS ha pasado de ser un lenguaje muy básico a un lenguaje avanzado con soporte de programación orientada a objetos, comparable en funciones y uso al lenguaje JavaScript (también basado en ECMAScript).
Originalmente creado para mostrar animaciones vectoriales en 2 dimensiones, ha pasado a convertirse en la opción preferida a la hora de crear aplicaciones Web que incluyen flujo de audio y video e interactividad. La utilización de gráficos vectoriales le permite disminuir el ancho de banda necesario para la transmisión y, por ende, el tiempo de carga de la aplicación.
Flash Player estuvo disponible para las versiones más recientes de los navegadores más populares (Internet Explorer, Microsoft Edge,  Safari, Opera, etcétera). El navegador Chrome de Google no lo necesita porque distribuía su propia versión con el programa.
Con la excepción de las variantes chinas y empresariales con soporte, Flash Player fue descontinuado el 31 de diciembre de 2020 y su página de descarga desapareció dos días después. Desde el 12 de enero de 2021, las versiones de Flash Player posteriores a la 32.0.0.371, lanzadas en mayo de 2020, no reproducen contenido Flash y, en su lugar, muestran un mensaje de advertencia estático. En octubre de 2020, Microsoft lanzó una actualización opcional KB4577586 que elimina Flash Player de Windows; En febrero de 2021, la actualización se aplicó de manera automática para Windows 10 en las versiones 20H2, 2004 y anteriores. En julio de 2021, esta actualización se publicó como actualización de seguridad, y se aplicó automáticamente a todos los sistemas Windows restantes.
Internet Archive ha iniciado un proceso para preservar juegos, animaciones y otras creaciones basadas en Adobe Flash. Estos archivos permitirá ser ejecutados sin problemas mediante el emulador Ruffle, el cual actualmente está en fase de desarrollo.

## Historial de versiones
A continuación se mencionarán las principales versiones de Flash Player junto con su fecha de lanzamiento y sus características principales.

### Flash Player
- Fecha de aparición: 1996
- Tiene los mismos elementos como lo que tiene FutureWave Software con FutureSplash Animator solo que son más actualizadas debido a la adquisición de FutureWave

### Flash Player 2
- Fecha de aparición: 1997.
- Principalmente vectores en movimiento y algunos gráficos rasterizados.
- Sonido estéreo de forma limitada, integración de mapas de bits mejorados, botones, la Biblioteca y la capacidad de interpolar cambios de colores.

### Flash Player 3
- Fecha de aparición: 1998.
- Añadida la transparencia alfa y la licencia de compresión MP3.
- Mejoras a la animación, la reproducción y publicación, así como la introducción de comandos sencillos para obtener interactividad.

### Flash Player 4
- Fecha de aparición: mayo de 1999.

Dio paso a la introducción de streaming MP3 y a la interpolación de movimiento. Inicialmente el plug-in de Flash Player no fue incluido con los navegadores web más populares y los usuarios tenían que visitar el sitio web de Macromedia para descargarlo. A partir del año 2000, sin embargo, Flash Player empezó a ser distribuido en los navegadores AOL, Netscape e Internet Explorer. Dos años más tarde venía incluido como complemento en todas las versiones de Windows XP. La instalación del reproductor de Flash alcanzó el 92 por ciento de los usuarios de Internet.

### Flash Player 5
- Fecha de aparición: agosto de 2000.

Un gran paso adelante en sus características, con la evolución de las capacidades de scripting de Flash, se presenta como ActionScript.
Agregó la posibilidad de personalizar la interfaz del entorno de edición.
Generator de Macromedia fue la primera iniciativa de Cromada para el diseño independiente de contenido en archivos Flash. Generator 2.0 fue lanzado en abril de 2001 y muestra el contenido de Flash en tiempo real de generación del servidor en su versión Enterprise Edition. Generator se suspendió en 2002 a favor de las nuevas tecnologías como Flash Remoting, que permite la transmisión ininterrumpida de datos entre el servidor y el cliente y el servidor ColdFusion.
En octubre de 2000, el gurú de la usabilidad Jakob Nielsen ha escrito un artículo polémico sobre la usabilidad de los contenidos Flash titulado "Flash 99% Bad". (Macromedia contrató a Nielsen para ayudarles a mejorar la usabilidad de Flash.)

### Flash Player 6
- Fecha de aparición de la versión 6.0.21.0: marzo de 2001.
- Apoyo al consumo de Flash Remoting (AMF) y servicios Web (SOAP).
- Apoyo ondemand / audio en vivo y video streaming (RTMP).
- Apoyo a los lectores de pantalla a través de Microsoft Active Accessibility.
- Añadido Sorenson chispa códec de vídeo de Flash Video.
- Soporte para video, componentes de aplicación, librerías compartidas, y la accesibilidad.g
- Macromedia Flash Communication Server MX, también lanzado en 2002, permitió video para ser escuchados en Flash Player 6 (de lo contrario el video puede ser integrado en la película de Flash).

### Flash Player 7
- Apoyo ActionScript 2.0, Lenguaje de programación orientado a objetos para los desarrolladores.
- Capacidad para crear tablas, gráficos y efectos adicionales de texto con el nuevo soporte para extensiones (se vende por separado), la importación de alta fidelidad de los archivos PDF y Adobe Illustrator 10, móvil y el desarrollo de dispositivos y un entorno de desarrollo basado en formularios. ActionScript 2.0 también se introdujo, dando a los desarrolladores un enfoque formal orientado a objetos en ActionScript. Componentes V2 sustituirá los componentes de Flash MX, siendo reescrito desde cero para aprovechar las características de ActionScript 2.0 y principios orientados a objetos.
- En 2004, la "plataforma Flash" fue introducida. Ampliando el Flash de la herramienta de edición de Flash. Flex 1.0 y 1.0 Brisa fueron liberados, los cuales utilizan el Flash Player como un método de entrega, pero se basó en otras herramientas que el programa de edición de Flash para crear aplicaciones Flash y presentaciones. Flash Lite 1.1 también fue lanzado, permitiendo a los teléfonos móviles reproducir contenido Flash.

### Flash Player 8
- Fecha de aparición de la versión 8.0.22.0: agosto de 2005.
- Soporte para la carga en tiempo de ejecución de las imágenes GIF y PNG.
- Nuevo codec de vídeo (On2 VP6).
- Mejora del rendimiento en tiempo de ejecución y de mapa de bits en tiempo de ejecución de almacenamiento en caché.
- Filtros en vivo y blendmodes.
- Carga de archivos y capacidad de descarga
- Nuevo motor de procesamiento de texto.
- Subsistema ExternalAPI introducido para reemplazar fscommand ().

El 3 de diciembre de 2005, Adobe Systems adquirió los productos de Macromedia (incluyendo Flash) .

### Flash Player 9
- Fecha de aparición de la versión 9.0.15.0: junio de 2007.
- Nuevo motor de scripting ECMAScript, ActionScript Virtual Machine AVM2. AVM1 se conserva por compatibilidad.
- Lanzamiento de ActionScript 3 a través de AVM2.
- E4X, que es un nuevo enfoque de análisis XML.
- Soporte para sockets binarios.
- Soporte para expresiones regulares y espacios de nombres.
- ECMAScript 4 máquina virtual donada a la Fundación Mozilla y el llamado Tamarin.

### Flash Player 9 Update 1 Linux
- Fecha de aparición de la versión 9.0.28.0: noviembre de 2006.
- Soporte para el modo de pantalla completa.

### Flash Player 9 Update 2
- Fecha de aparición de la versión 9.0.47.0 9.0.48.0: julio de 2007.
- Actualización de seguridad

### Flash Player 9 Update 38
- Fecha de aparición de la versión 9.0.115.0: diciembre de 2007.
- H.264
- El perfil principal del AAC (HE-AAC, AAC y AAC LC-).
- Nuevo formato de archivo Flash Video F4V basado en la ISO Base Media File Format (MPEG-4 Parte 12).
- Soporte para formatos de contenedor basado en los medios de comunicación de archivos ISO [31].

### Flash Player 10
- Versión 10.0.12.36: octubre de 2009.

Nuevas características
- Transformaciones de objetos 3D.
- Filtros personalizados a través de Pixel Bender.
- Soporte avanzado para texto.
- Speex códec de audio.
- Protocolo de flujo en los medios de comunicación en tiempo real (RTMFP).
- Generación de sonido dinámico.
- Tipo de datos vectoriales.

Características mejoradas
- Ampliar el soporte al mapa de bits.
- Gráficos API de dibujo.
- Menú contextual.
- Aceleración de hardware.
- Motor anti-aliasing (Saffron 3,1).
- Lectura/escritura clipboard.
- Wmode.

### Adobe Flash Player 10.1
- Versión 10.1.53.64: junio de 2010.
- Reutilización de mapas de bits copiados para una mejor gestión de memoria.
- Implementado un recolector de basura.
- Decodificación por hardware de video codificado con H.264.
- Flujo dinámico por HTTP.
- Soporte para modos de privacidad.
- API para soporte multitáctil.
- Para OS X:
  - Uso de la interfaz Cocoa para Mac
  - Uso del contexto OpenGl de doble búfer para pantalla completa.

## Origen de Flash
Hasta la llegada de HTML5, mostrar el vídeo en una página web requería que el navegador disponga del plugin, que son los únicos ejecutados por terceros proveedores. Prácticamente todos los plugins existentes para vídeo son libres y multiplataforma, se incluye la oferta de Adobe de Flash Video, el cual fue introducido por primera vez con la versión de Flash 6. Flash Video ha sido una opción popular para los sitios web debido a la gran cantidad de usuarios que tienen instalada esta tecnología y también a la capacidad de programación de Flash.
En 2010, Apple criticó públicamente la aplicación de Adobe Flash de reproducción de vídeo por no tomar ventaja de la aceleración de hardware, además criticó toda la tecnología Flash en general, argumentando que no es un estándar abierto, y que afectaba el rendimiento de las baterías de sus equipos, razones por las que no lo incluirla en sus dispositivos móviles. Poco después de las críticas de Apple, Adobe lanzó una versión beta de Flash 10.1, que hace uso de la aceleración de hardware, incluso en un Mac.

## Flash Audio
El audio en Flash es más comúnmente codificado en MP3 o AAC (Advanced Audio Coding).
Sin embargo, también es compatible con ADPCM, códecs Nellymoser (Nellymoser Asao Codec) y Speex audio.
Flash permite frecuencias de muestreo de 11, 22 y 44,1 kHz. No es compatible con frecuencias de muestreo de audio de 48 kHz, que es el estándar de televisión y DVD.
El 20 de agosto de 2007, Adobe anunció en su blog que con la actualización 3 de Flash Player 9, Flash Video también soportaría algunas partes de la especificación MPEG-4 de la normativa internacional. En concreto, Flash Player tendrá soporte para video comprimido en H 0.264 (MPEG-4 Parte 10), para audio comprimido con AAC (MPEG-4 Parte 3), el F4V, MP4 (MPEG-4 Parte 14), M4V, M4A, 3GP y formatos de contenido multimedia MOV, especificación de textos programados 3GPP (MPEG-4 Parte 17), que es un formato normalizado de subtítulos y soporta análisis parcial para «ilst atom, el cual es el ID3 equivalente de iTunes utilizado para almacenar los metadatos. MPEG-4 Parte 2 y H.263 no soportan el formato de archivo F4V. Adobe también anunció que se irá alejando del formato FLV para acercarse al formato estándar ISO para multimedia (MPEG-4 parte 12), debido a los límites funcionales de FLV y el streaming de H.264. La versión final del reproductor de Flash soportó algunas partes de los estándares MPEG-4 que se encontró disponible en el otoño de 2007.

## Seguridad
Como cualquier aplicación que trata archivos recibidos de Internet es susceptible a los ataques. Los archivos especialmente elaborados podrían hacer que la aplicación funcionara mal, permitiendo la ejecución potencial de código maligno. No se tiene conocimiento de problemas reales y concretos, pero el plug-in del Player ha tenido defectos de seguridad que teóricamente podrían haber puesto en peligro un ordenador a los ataques remotos. No ha habido (publicados) incidentes de seguridad desde entonces. Flash Player es considerado seguro de usar, especialmente cuando se compara con los navegadores modernos y aplicaciones de uso.
Los archivos de aplicaciones Flash pueden ser decompilados muy fácilmente en su código fuente y sus valores. Hay disponibles varios programas que extraen gráficos, sonido y código de programa a partir de archivos SWF. Por ejemplo, un programa de código abierto denominado Flasm permite a los usuarios extraer ActionScript a partir de un archivo SWF como máquina virtual de lenguaje intermedio ("bytecode"), editarlo, y luego volverlo a insertar en el archivo. También hay otro programa de código abierto llamado JPEXS Free Flash Decompiler , permite hacer lo mismo de una manera visual he intuitiva. La ofuscación de los archivos SWF hace prácticamente imposible la extracción en la mayoría de los casos.

## Críticas a Flash
Steve Jobs, cofundador de Apple, se negó a incorporar Flash en los productos iPhone, iPod y iPad. Las razones que aducía eran las siguientes:
1. Es un software 100% propietario, es decir, cerrado a los aportes de terceros.
2. Hay un formato de video más moderno, H.264, que está disponible en los citados dispositivos de Apple. En cuanto a animación e interactividad HTML5 y CSS3 ofrecen prestaciones similares sin necesidad de plugins propietarios.
3. Tiene un antiguo historial de problemas de seguridad no resueltos.
4. Requiere decodificación por hardware, lo que puede aumentar hasta en un 100% el uso de la batería de dispositivos móviles.

## Recientes bloqueos

### Mozilla Firefox
En julio de 2015, Mozilla Firefox se sumó a las críticas hechas en torno a las vulnerabilidades explotadas por los hackers que les permitían acceder de forma remota a sus computadoras.
El presidente de Mozilla, Mark Schmidt, por medio de su cuenta de Twitter informó que todas las versiones de Flash serían desactivadas del navegador;[cita requerida] la mayoría de usuarios no notan el cambio, porque cada vez menos sitios web utilizan Adobe Flash Player.[cita requerida]

### Google Chrome
Google Chrome terminó el soporte por posibles ataques del grupo Hacking Team y ataques del día cero.

### Todos los navegadores
Todos los navegadores que usaron Adobe Flash Player dejaron de ser compatibles con el programa desde el 31 de diciembre de 2020.

## Fin de Flash
El 31 de diciembre de 2020, Adobe dejó de ofrecer asistencia técnica para Adobe Flash Player, y el 12 de enero del 2021, Adobe empezó a bloquear contenido flash en todos los navegadores, y sugirió a sus usuarios desinstalar flash lo antes posible para la seguridad de sus ordenadores, dando así fin a la época de Adobe Flash Player. 